# Hypochaeris grandidentata
Hypochaeris grandidentata là một loài thực vật có hoa trong họ Cúc. Loài này được (Phil.) Reiche mô tả khoa học đầu tiên năm 1905.